# Masque (cosmétique)
Pour les articles homonymes, voir Masque (homonymie).

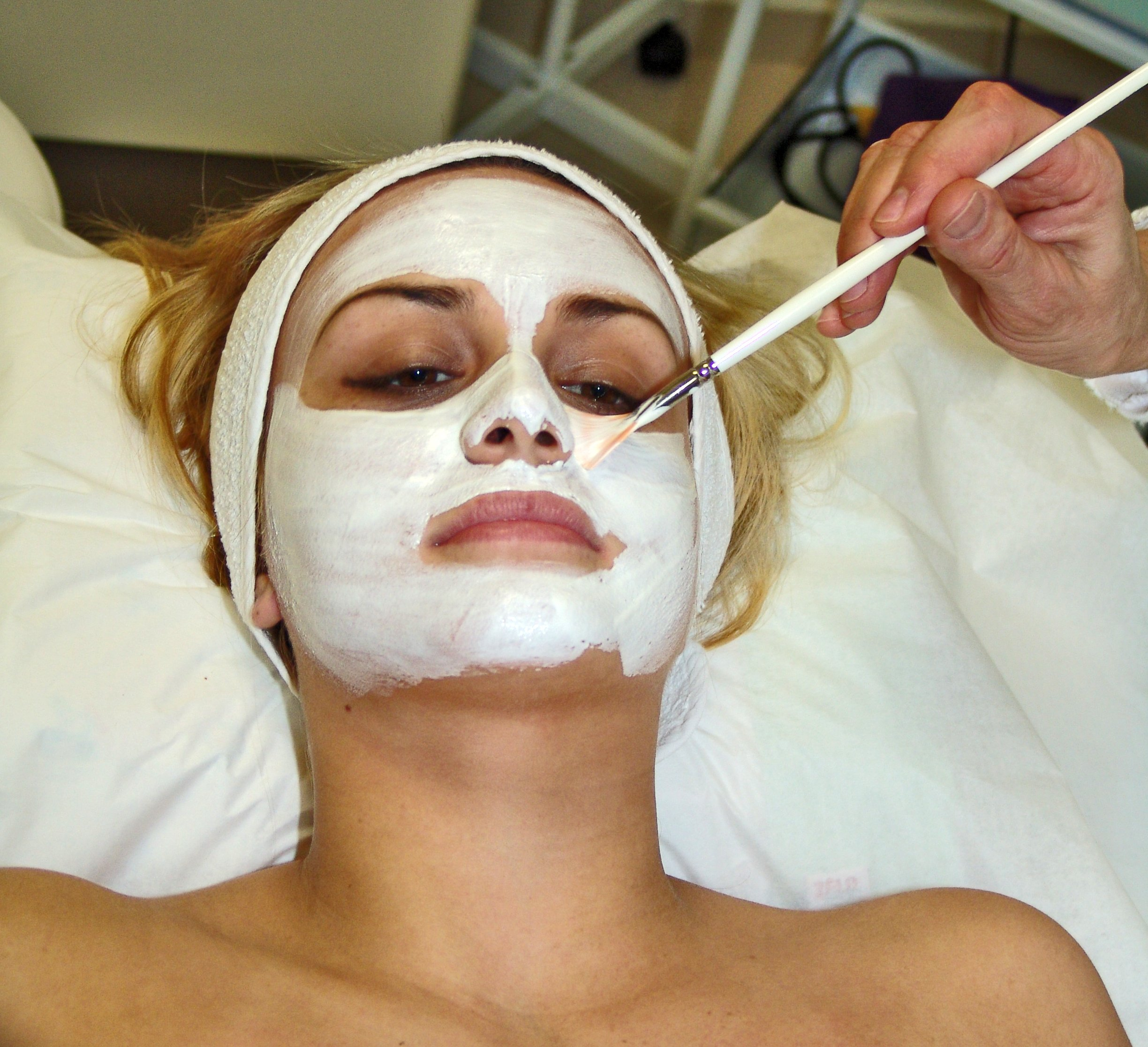
Masque du visage

Un masque ou masque de beauté est un type de soin du visage consistant à l'application d'un produit cosmétique sur le visage.

## Effet recherché
Le masque peut compenser une dégradation de la peau, telle que les rides, cernes, boutons, sécheresse, ou en masquer les symptômes.

## Procédure
L'utilisateur, après avoir fabriqué ou acheté le produit, peut réaliser seul la procédure de soin.
La peau est nettoyée, puis le produit est appliqué au doigt ou au pinceau, laissé en place, et enfin retiré. Le temps de pose dépend du produit utilisé.

## Produits
Les fabricants de cosmétique proposent un grand nombre de produits, en fonction du type de peau et des effets recherchés.
Il est possible aussi de réaliser soi-même les masques, particulièrement à partir de produits alimentaires, tels que du yaourt, du miel ou de la tomate.
Les produits, qu'ils soient industriels ou artisanaux, peuvent être dangereux, en fonction de leur contenu. Par exemple le conseil d'un masque de cannelle par EnjoyPhoenix a été contesté par des dermatologues après le signalement de brûlures par des victimes.